# 이지투온
이지투온(EZ2ON)은 톡톡플러스에서 개발한 온라인 리듬 게임이다.

## 역사

### 2007년~2009년
2007년 11월 23일 게임전문미디어 포털 사이트 게임메카에서 Ez2on Online Trax 티저 영상이 공개되었고 11월 27일 티저 홈페이지가 오픈하였다. 12월 3일에는 공식 홈페이지를 오픈하여 Free Open Beta Test를 준비중이다. 2007년 12월 14일에서 12월 17일 그리고 2008년 2월 1일에서 4일까지 1차에서 2차 테스트를 진행하였고 5월 8일에서 6월 9일까지 Last FBT Test를 진행하여 마지막까지 모든 테스트를 마쳤고 7월 24일 드림라인의 게임 포털 유플레이에서 퍼블리싱 계약을 체결하였고 7월 25일에는 티저 사이트를 오픈하여 정식 오픈 베타 서비스를 예고했었고 7월 28일에는 EZ2ON 공식 홈페이지가 리뉴얼 되었다. 그런데 7월 31일 예고했었던 정식 오픈 베타 서비스를 시행할 예정이었으나 폭발적인 동시 접속자수로 8월 5일로 연기되었다. 하지만 8월 5일 연기되었던 일정이 서버 증성하였으나 다시 서버폭주로 또 다시 연기되었다. 8월 6일 서버폭주가 완전히 해결되어 드디어 정식 오픈베타가 시작되었고 마지막까지의 베타 테스트를 끝난 끝에 12월 23일 정식 상용 서비스가 론칭되었다. 참고로 수록된 곡들은 이지투디제이의 1st부터 7th까지의 음원을 우선 업데이트하고 중간 중간마다 이지투온의 오리지널 신곡을 업데이트할 예정이었다. 또한 기간 동안 독도는 우리 땅 노래가 이지투온에 수록되기도 하였다. 그러나 내부 사정 때문에 2009년 9월 18일부터 캐시 아이템 구입이 불가능하도록 바뀌었으며, 2009년 10월 19일에 서비스를 종료하였다.

### 리부트(2013년)
2012년 6월 15일 '톡톡플러스'에서 Ez2on을 다시 서비스를 재개한다는 공지가 공개되었다. 9월 18일에는 홈페이지를 오픈하였고 1월 18일 비공식 서비스 일정을 공지하였고 드디어 1월 22일 오후 1시 55분부터 비공식 서비스가 실시되고 있으나 서버가 폭주되었다. 심지어 오후 3시 서버 증축 1차, 오후 6시 서버 증축 2차까지 발생하였다. 그리고 2013년 1월 27일 오후10시를 가해 오픈베타 서비스를 중지하였다. 2013년 4월 4일 오전11시에는 스마일게이트가 운영하는 온라인게임 사이트 에스지인터넷이 Ez2on 퍼블리싱 계약을 체결했고 브랜드 사이트가 오픈되었다. 하지만 아직까지는 미성년자로 가입된 회원들로 인해 아직까지는 불가능하게 된 상태이기 때문에 본인인증을 하실 수 있도록 조치를 취할 예정이다. 2013년 5월 22일 지난 본인인증 불가능되었던 문제가 해결되고 14세 미만과 14~18세 미만까지의 회원도 가입가능하게 되었다.또한 2013년 5월 29일에 홈페이지 리뉴얼예정과 서비스 일정 예정이 공개된다고 발표했다. 그리고 2013년 5월 29일 오후 12시 12분에 공식 홈페이지가 오픈되었다. 그리고 2013년 6월 13일에서 6월 16일까지 나흘간 1차 CBT 테스트를 진행할 계획이다.2013년 6월 13일과 14일은 오후 11시까지만 테스트를 진행하고 15일에서16일 오후 11시까지는 주말동안 무정지 테스트를 진행하였다. 2013년 6월 16일 11시에는 나흘간의 CBT 테스트는 종료되었다. 2013년 7월 9일에 티저 및 정식 오픈 일정을 공개하였다. 2013년 7월 16일에는 EZ2ON 정식서비스(OBT)가 시작되었다. 그러나 2013년 11월 29일 오후4시에 서비스종료 공지가 올라왔고, 2013년 12 월 30일 오후 4시 결국 서비스가 다시 한 번 종료되었다.

### 리부트:R (2021년)
2019년 8월 19일 네오노비스(대표 전경수)는 ㈜싸이칸 엔터테인먼트가 개발한 온라인게임 '라임오딧세이'와 '이지투온'의 IP(지식재산권)에 대한 독점적인 사용권을 계약했다고 밝혔다. ㈜네오노비스 전경수대표는 “'라임오딧세이'와'이지투온'의 IP를 활용하여 직접 개발 및 IP홀더 역할을 진행할 예정이다. 현재 중국의 유명 개발사와 '라임오딧세이'모바일에 대한 MOU를 체결하였으며, '이지투온'의 경우 자체 개발을 진행하고 있어, 2020년 상반기 스팀버전으로 출시 예정이다. 이 외에도 '이지투온'의 보유 음원을 타 리듬게임에 제공하는 등의 콜라보레이션도 생각하고 있다”고 밝혔다. 또한 차후에 서비스 퍼블리싱 계약까지 이루어질 예정이다. 10월 1일에는 IP를 이용한 모바일 버전도 추가로 개발된다. 2020년 4월 1일 SmartPC사랑과의 직접문의를 통해 7월말까지 얼리 액세스를 목표로 개발을 진행한다고 밝혔다. 2020년 7월 12일 공식 페이스북에서 '이지투온'의 세번째 네이밍 'Ez2on REBOOT:R'로 발표되어 플레이스샷에서는 기존의 시스템을 갈아엎어 EZ2AC Evolve와 DJMAX RESPECT V와 동일한 체제로 변경된 사실이 확인되었다. 그러나 제작진측은 예정된 얼리액세스 목표로 이루기는 어려울수도 있으며, 연기될 가능성이 있다. 그리고 3월 1일 유튜브 공식 채널에서 공식 오피셜 영상이 등장하여 오랜 연기와 수정사항을 완료된 끝에 3월 17일로 최종 확정되었다. 게다가 EZ2AC 개발사인 '스퀘어 픽셀즈'도 공동 개발에 참여한 사실이 확인되었다. 드디어 3월 17일 얼리액세스를 시작했으나 초기부터 극심한 렉과 긴 로딩으로 인해 플레이상황이 진정되지 않아 혹평으로 남겨졌지만 주기적인 업데이트를 통해 해결되어 조금씩 진정되었다. 현재는 예정된 DLC는 9월말로 예정이다.

## 게임 시스템
- 진행 : 음악에 따라 내려오는 노트가 판정선 부분에 닿았을 때 해당하는 키를 입력하면 연주가 되고, 키를 입력할 때마다 정확도에 따라 KOOL, COOL, GOOD, MISS, FAIL로 판정된다. MISS 이하의 판정을 받으면 HP가 내려가게 된다. 곡이 끝날 때까지 HP를 전부 소진하지 않으면 게임을 클리어한 것이 된다. 게임을 클리어한 후에는 결과 화면에서 플레이 내용에 따라 A+, A, B, C, D와 같은 등급을 판정받고, 일정량의 코인과 경험치를 받는다.(단, 중간에 hp가 모두 소진돼서 '게임오버'가 되거나, 클리어를 했지만 성적이 너무 저조하면 F등급을 받는다.)
- 구성 : 게임 모드에는 싱글 플레이와 멀티 플레이가 있다. 멀티 플레이는 최소 2인, 최대 8인까지의 대결을 지원하며 플레이하지 않고 다른 플레이어들의 플레이를 보기만 할 수도 있다. 난이도는 곡별로 EZ(Easy), NM(Normal), HD(Hard), SHD(Super Hard) 중 하나를 선택할 수 있다.

곡의 플레이 회수는 각 곡마다 할당된 DJ Point로 제한되는데, 곡을 플레이할 때마다 그 곡의 DJ Point가 하나씩 감소한다. 게임에서 레벨이 하나씩 오를 때마다 여분의 DJ Point가 늘어나서 원하는 곡의 DJ Point에 투자할 수 있게 된다. 어떤 곡의 DJ Point가 0이 될 경우, 여분의 DJ Point를 투자하거나 다른 플레이어가 생성한 배틀방에서 플레이할 수 있다. 단, DJ Point가 없는 상태에서 해당하는 곡을 배틀방에서 플레이할 경우 대신 코인이 차감된다. 그리고 자신이 방장인 상태에서 DJ Point가 없다면 해당하는 곡을 고를 수 없다.
플레이어들의 레벨은 레벨과 EXR로 나뉜다. 일반 레벨은 플레이로 얻는 경험치의 양에 따라 결정되고, EXR은 플레이어가 올콤보를 기록한 곡 중 최고 레벨의 곡의 레벨에 따른다. EXR제도는 사용자간의 실력을 알아보기위해 추가되었으며 추가적으로 EXR의 차이로 인한 채널입장의 제한, 곡의 해금등을 결정하는 또하나의 요소로 자리잡고있다.

## 키 조작
- 4K (구:Ruby Mix) - 4개의 키 (ON Type의 경우 D, F, J, K, AC Type의 경우 Shift, Z, S, X)를 이용하는 모드이다.
- 5K (구:Street Mix) - 5개의 키 (ON Type의 경우 D, F, Space, J, K, AC Type의 경우 Z, S, X, D, C)를 이용하는 모드이다.
- 6K (구:Club Mix) - 6개의 키 (ON Type의 경우 S, D, F, J, K, L, AC Type의 경우 Shift, Z, S, X, D, C)를 이용하는 모드이다.
- 8K (구:Club Mix 8K Mode) - 8개의 키 (ON Type의 경우 A, S, D, F, J, K, L, ;, AC Type의 경우 Shift, Z, S, X, D, C, F, V)를 이용하는 모드이다.

## 같이 보기
- EZ2AC